# Неделя Мамарчева-Макартни
Неделя Мамарчева-Макартни е българска публицистка и общественичка.

## Биография
Родена е през 1898 г. в Търново. Дъщеря е на офицера Димитър Мамарчев. През 1916 г. завършва Първа софийска девическа гимназия, а през 1917 – 1918 г. следва медицина в Берн и Грац. В 1923 г. се омъжва за специалиста по история на Централна Европа и Унгария Карли Макартни. Работи като кореспондентка на вестниците „Зора“, „Мир“, „България“. Член е на Кралския институт за международни отношения и работи за българската кауза. През 1920-те години лобира пред Ноел Бъкстон и Едуард Бойл. През 1977 г. завещава имуществото си на Дружеството на българките с висше образование и на българската държава. Целта е да се създаде музей на вуйчо ѝ Георги Мамарчев в София. Завещанието ѝ не е изпълнено. Средствата са присвоени от българските дипломати в Лондон през 1990-те години. Умира през 1989 г.